# Pedro Scaron
Pedro Scaron (Montevideo, 1931-París, 2014) fue un traductor y editor uruguayo. Realizó una de las principales traducciones al castellano de El capital, de Karl Marx.

## Años tempranos en el anarquismo
Scaron nació en Montevideo en 1931. En su juventud se formó de manera autodidacta en lecturas anarquistas, así como en las lenguas alemana y rusa. A comienzos de la década de 1950 formó parte de la Agrupación Reforma Universitaria, un núcleo estudiantil de izquierda independiente, junto a Gerardo Gatti y a otros jóvenes destacados en el ámbito político de izquierda. Participó en experiencias de vida comunitaria, como la Comunidad del Sur, que fundó con otras personas en 1955 y en la que permaneció hasta 1957. Se involucró en las Juventudes Libertarias y se relacionó con la Federación Anarquista Uruguaya.
Integró el colectivo editorial de la revista Lucha Libertaria entre 1957 y 1958. Años más tarde también fue fundamental en la edición de la revista Rojo y Negro, de la que solo se llegaron a publicar dos números en 1968. En la década de 1960 tradujo textos anarquistas, entre ellos La revolución de Gustav Landauer y Problemática de la autoridad en Proudhon de Peter Heintz. Según el dirigente sindical y político Hugo Cores, "Scaron era otro anarquista que se abría del anarquismo ortodoxo por otro camino, por influencia directa del marxismo. Tenía una influencia compleja en nosotros: era y es muy erudito, a veces agobiadoramente erudito”.

## Primeros aportes al marxismo
Entre fines de la década del 1960 y principios de la de 1970 tuvo una labor destacada en la recopilación y traducción de escritos de Marx y Friedrich Engels sobre América Latina. En 1968 publicó Marx y América Latina en los Cuadernos de Marcha editados por la revista uruguaya Marcha. Más tarde, en 1972, amplió la recopilación agregando textos de Marx no incluidos en la edición de Cuadernos de Marcha, así como los textos de Engels sobre América Latina, en un volumen titulado Materiales para la historia de América Latina, traducido, anotado y prologado por Scaron en Cuadernos de Pasado y Presente.
En la década de 1970 se mudó a Buenos Aires, donde trabajó con José Aricó y Miguel Murmis en la editorial Siglo XXI de Argentina. Tradujo y editó los Grundrisse, que se publicaron en tres tomos, entre 1971 y 1976, con el título Elementos fundamentales para la crítica de la economía política (borrador) 1857-1858, por siglo XXI.

## Traducción deEl capital

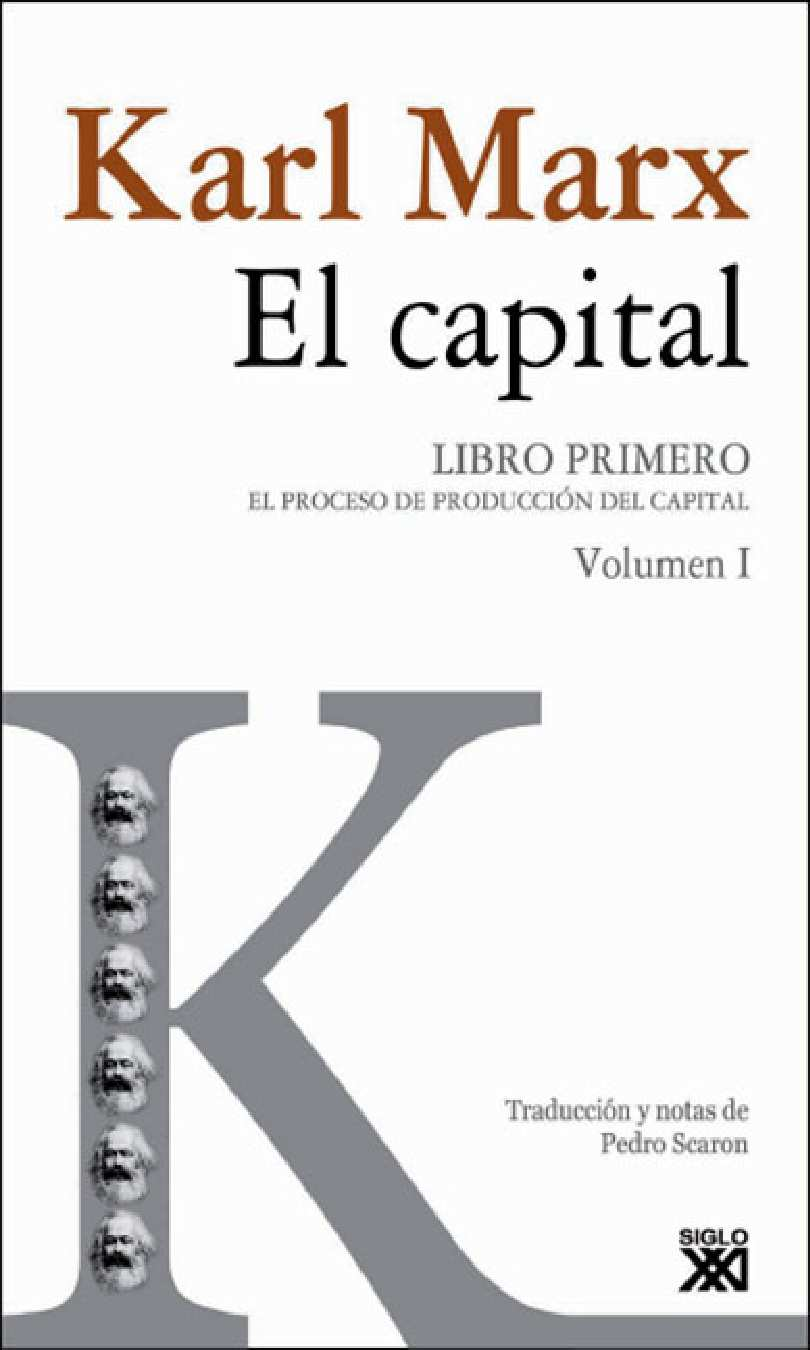
Cubierta del volumen I de El capital traducido por Pedro Scaron.

En la década de 1970 Scaron emprendió la traducción al castellano de la obra principal de Karl Marx, El capital. Los tres tomos del libro original se publicaron en ocho volúmenes. Los primeros cuatro volúmenes fueron publicados a partir de 1975 por siglo XXI en Argentina. Tras el golpe de Estado en Argentina de 1976, Scaron se exilió en París y la sede argentina de siglo XXI fue clausurada, lo que impidió continuar la publicación en Argentina. El resto de los volúmenes siguieron publicándose, hasta 1981, por las sedes mexicana y española de la editorial. Hasta finales de 2016, los diversos volúmenes habían tenido en promedio más de 20 reimpresiones. En 2017, siglo XXI de España publicó nuevamente la edición de Scaron en los tres tomos del libro original en alemán.
La traducción de Scaron incluye una "Advertencia del traductor", donde hace una crítica de las traducciones previas de El capital, incluyendo las de Juan B. Justo, Manuel Pedroso y Wenceslao Roces, y fundamenta las difíciles decisiones de traducción ante un texto original que tuvo varias ediciones. Entre las principales características de la traducción de Scaron se encuentra el uso de los términos "plusvalor", "plustrabajo" y "plusproducto" para "Mehrwert", "Mehrarbeit" y "Mehrprodukt", anteriormente llevados al castellano por diversos traductores como "supervalía" o "plusvalía" para "Mehrwert", "sobretrabajo" o "trabajo excedente" para "Mehrarbeit", y "producto neto", "sobreproducto" o "producto excedente" en el caso de "Mehrprodukt". La traducción también se destaca por incluir un cuidadoso sistema de notas y subnotas donde se consignan las variaciones entre las distintas ediciones del texto original así como las notas y variantes introducidas por Engels.
Según Horacio Tarcus, la traducción de Scaron representó el primer esfuerzo por establecer una edición crítica de El capital en cualquier idioma, mientras que los traductores posteriores de la obra de Marx al castellano han tenido a Scaron como referencia obligada.

## Muerte
Pedro Scaron murió en París en 2014.